# Carpella sublineata
Carpella sublineata là một loài bướm đêm trong họ Geometridae.